# Marjana Prepeluh
Marjana Prepeluh, slovenska radijska igralka, režiserka, dramaturginja, * 19. januar 1926, Ljubljana, † 18. februar 2014, Trst.

## Življenje in delo
Marjana Prepeluh se je rodila v Ljubljani, oče je bil Albin, politik in publicist, mati Pavla (rojena Pirker), učiteljica, ki je pred prvo svetovno vojno poučevala tudi na Ciril-Metodovi šoli v Trstu. Obvezno šolanje je opravila v Ljubljani, kjer je leta 1946 tudi maturirala na ženski realni gimnaziji. Nato se je vpisala na Filozofsko fakulteto Univerze v Ljubljani, kjer je med leti 1946–1951 študirala na germansko-romanskem oddelku. Leta 1951 se je odselila v Avstrijo in se naslednjega leta tam omožila z Adolfom Lapornikom, leta 1952 pa sta se preselila v Trst.
Marjana Prepeluh se je v Trstu takoj pridružila Radijskemu odru, slovenski radijski igralski skupini na Radiu Trst 2 (predhodniku Radia Trst A) v okviru Italijanske radiotelevizijske ustanove RAI in ostala njena članica do smrti, iz skupine pa je dobivala tudi umetniških navdih. Z Radijskim odrom je odigrala na tisoče vlog, s samostojnimi pogodbami je sodelovala s slovenskim programom na Radiu Trst. Od leta 1977 dalje se je ukvarjala tudi z radijskimi režijami. Posvečala se je dramatizaciji in režiji del iz slovenske in svetovne literature ter realizaciji bralnih romanov. Besedila ie prirejala in dramatiziralan , da bi bili primerni za radijsko oddajanje, še posebno natančno skrb je posvečala jeziku in kultiviranemu govoru.
Marjano Prepeluh so odlikovali močen značaj, kultivirano obnašanje, volja in ljubezen do življenja ter do dela, pri čemer je vztrajala v vseh šestdesetih letih neprekinjenega delovanja pred mikrofonom in v radijski režiji.
Radijski oder je Marjani Prepeluh v čast poimenoval natečaje za izvirno radijsko igro, ki jih redno razpisuje.